# Законодавча регуляція проституції

Криміналізація – проституція незаконна в усіх аспектах (купівля і заняття)
Боротьба з організованою проституцією – індивідуальна проституція законна, організована (борделі, сутенерство) заборонене, проституція не регулюється
Шведська модель – заняття проституцією законне, купівля та посередництво заборонені
Декриміналізація – проституція не карається
Легалізація – проституція законна і регулюється
Залежить від місцевого (муніципального) законодавства

Криміналізація проституції ― це кримінальне покарання за участь у проституції для людини, зайнятої проституцією, сутенера (посередника) або покупця (клієнта). В більшості країн проституція криміналізована протягом історії для всіх трьох сторін, що не впливає на її скорочення та негативні наслідки. Декриміналізація різних форматів (декриміналізація для повій, повна декриміналізація, легалізація) тестується у світі з дуже різними результатами і є темою дискусій та досліджень.
Прихильники повної декриміналізації (для повії, сутенера та клієнта) стверджують, що скасування кримінальних санкцій створює безпечніші умови для людей, що займаються проституцією, і допомагає боротися з торгівлею людьми. ЮНЕЙДС, ВООЗ, Amnesty International, Human Rights Watch, ЮНФПА та медичний журнал The Lancet закликали держави декриміналізувати проституцію в рамках глобальних зусиль для боротьби з епідемією ВІЛ/СНІДу та для доступу проституйованих до медичних послуг. Майже всі організації, якими керують проституйовані, виступають за декриміналізацію, і це, як правило, є їх основною метою. Деякі західні вчені також виступають за декриміналізацію. У червні 2003 року Нова Зеландія першою декриміналізувала проституцію з вимогою застосовувати безпечні сексуальні практики. Незважаючи на декриміналізацію, галузь залишається суперечливою.
Статистичні дані свідчать, що декриміналізація сутенерства і покупки сексу не попереджує, а збільшує торгівлю людьми і сприяє ризикам для проституйованих. У резолюції Європарламенту від 26 лютого 2014 року щодо сексуальної експлуатації та проституції і її впливу на гендерну рівність зазначено, що «декриміналізація секс-індустрії в цілому та забезпечення законності купівлі не є рішенням для захисту жінок та неповнолітніх від насильства та експлуатації, натомість, має протилежний ефект і ставить їх під загрозу більш високого рівня насильства».
Шведська модель протидії проституції, відома як неоаболіціонізм, на противагу традиційному підходу, декриміналізує проституйованих, а карає натомість покупців (клієнтів). Вона бере початок із шведського закону «Про заборону на купівлю сексуальних послуг» і вперше застосована у 1999 році. У 2014 році Європарламент ухвалив резолюцію на користь шведської моделі, в якій закликав держави-учасниці криміналізувати купівлю проституції та пропонувати підтримку жертвам торгівлі людьми для виходу із проституції. На сьогодні 4 із 28 держав Євросоюзу (Швеція, Норвегія, Франція) повністю або частково прийняли цю модель. В Німеччині, Іспанії, Латвії та Литві йде робота над впровадженням. Велика Британія також розглядає цей підхід.
«Ключовим переконанням ООН є те, що всі жінки, залучені у проституцію, є постраждалими. Незалежно від того, називають вони себе „секс-працівницями“ чи ні, незалежно від того, чи вважають вони це роботою, ми вважаємо їх постраждалими. А тих, хто купує такі „послуги“, вважаємо тими, хто здійснює насильство проти жінок. Тому що ми не вважаємо, що проституція — це те, що жінки обирають через „любов до професії“, це — найбільш безнадійне, найбільш нездорове та принизливе, що може трапитись з будь-якою жінкою. Це наша позиція» (Заява виконавчої директорки ООН Жінки Пумзіле Мламбо-Нгука, 2020 рік)

## Юридичні моделі регулювання проституції
З широкого спектру правових підходів до регулювання проституції. НГО, вчені та державні установи зазвичай виділяють 5 підходів, хоча термінологія може різнитися між дослідженнями.

### Повна криміналізація (прогібіціонізм)
Проституція заборонена законом, розглядається як порушення людської гідності і моральних (як правило, релігійних) переконань. Моделі заборони (т. зв. прогібіціонізм) прагнуть «стримати сторони від участі в проституції, покаравши одну (як правило, жінок) або, дедалі частіше, обидві сторони».
- Класична криміналізація: до кримінальної відповідальності притягується виконавиця(-вець), а не покупець.
- Повна криміналізація: кримінальному покаранню підлягають виконавиця(-вець), покупець та будь-яка третя залучена сторона (усі, хто отримують прибуток від проституції в будь-якому місці чи середовищі). Цей підхід застосовують Китай, Росія, більшість країн Африки. У США, де кожен штат має власний кримінальний кодекс, проституція повністю заборонена скрізь, а з використанням презерватива законна лише в частині штату Невада; безконтактна проституція ― це сіра зона.[19]

Криміналізація в більшості світу протягом історії людства не принесла позитивних результатів, досі будучи пов'язаною з високими показниками ІПСШ, насильством над проституйованими з боку покупців та переслідуванням їх поліцією. Страх перед юридичними наслідками стримує людей у проституції від пошуку послуг з охорони здоров'я та повідомлення про злочини. За криміналізації людей у проституції частіше ґвалтують, вбивають та дискримінують через їх маргіналізоване становище і переслідування поліцією.

### Декриміналізація повій і клієнтів, криміналізація сутенерства (аболіціонізм)
Заняття проституцією законне, але експлуатація людей для проституції (втягнення, посередництво, торгівля людьми з метою прибутку) карається; таким чином, будь-яка третя сторона, яка вербує, наживається чи організовує людей у проституції, несе покарання. Прихильники моделі закликають уряди вживати необхідних заходів, трактуючи проституцію як рабство, а сутенерство як работоргівлю. Ця модель є перехідним кроком до неоаболіціонізму (Шведської моделі криміналізації покупця).

### Декриміналізація повій, криміналізація клієнтів і сутенерів (неоаболіціонізм, Шведська модель)

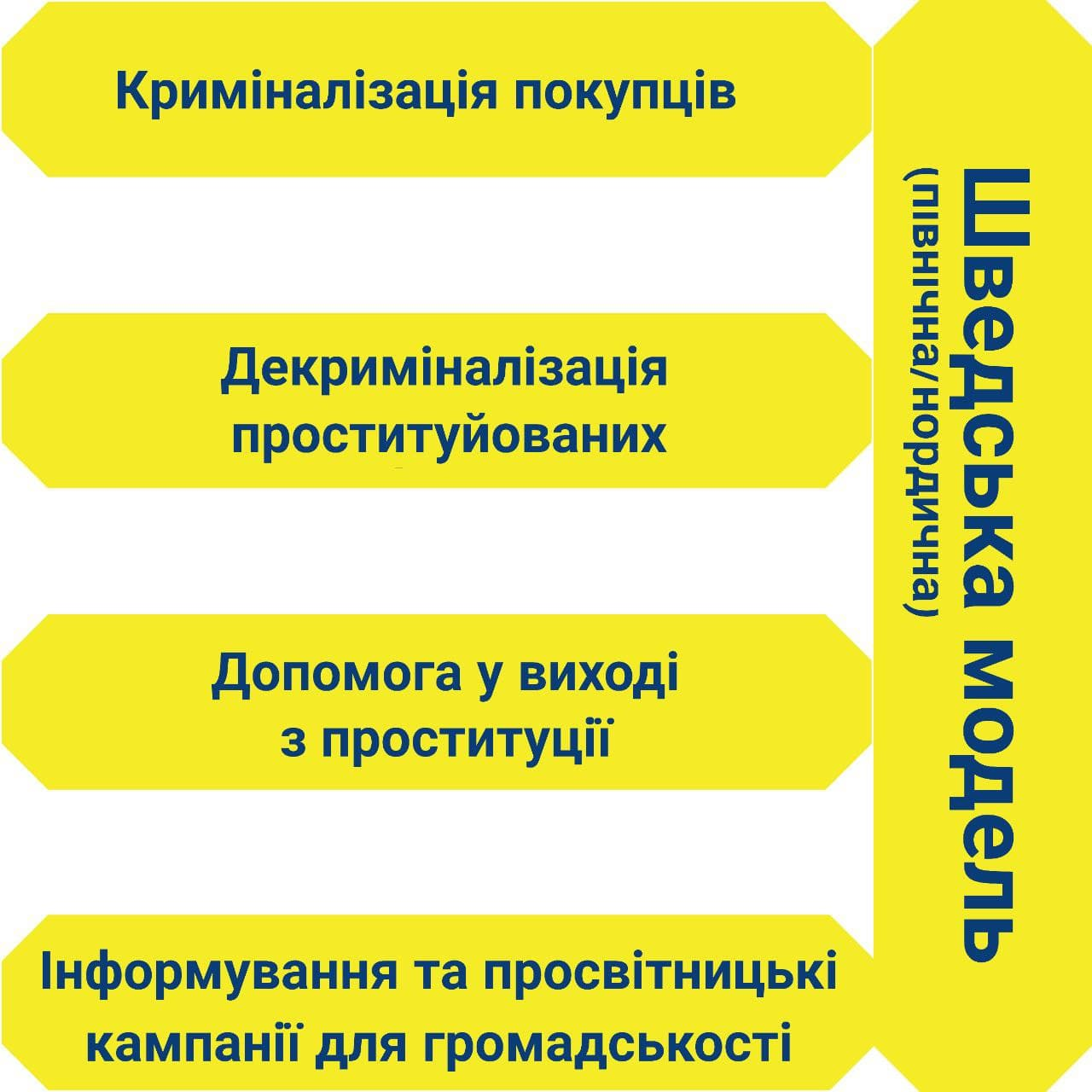
Механізм Шведської моделі боротьби з попитом

Модель протидії попиту (відома як шведська, північна, неоаболіціонізм або модель рівності) криміналізує покупця та сутенерів, а проституйовану особу декриміналізує та підтримує у виході з проституції. Покупка людини для сексу визнається злочином, а сама проституція насильством проти жінок. Проституйованим надається захист, реабілітація, профорієнтація й працевлаштування та інша допомога у виході з проституції. Інформаційні кампанії підвищують обізнаність населення щодо гендерного насильства, прав людини та сексуальної етики (роль згоди на секс у сексуальній активності та сексуальному насильстві).
Модель вперше впроваджена в Швеції в 1999 році і показує високу ефективність у боротьбі з проституцією. Підтримується ООН та Європарламентом. В різних формах її запровадили, крім Швеції, Норвегія (2009), Ісландія (2009), Північна Ірландія (2015), Ірландія (2017), Франція (2016). Поза Європою модель прийняли Канада (2014) та Ізраїль (2018). Над прийняттям моделі працюють Іспанія, Латвія та Литва. У 2019 заяву про необхідність переходу від легалізації до шведської моделі зробила парламентська більшість Німеччини, відтоді працює над впровадженням. Велика Британія розглядає модель.
У 2005 році Україна запровадила механізм боротьби з проституцією, частково відповідний шведській моделі: сувору кримінальну відповідальність за торгівлю людьми чи втягнення у проституцію, а штрафи замінено позбавленням волі. Проте покарання для покупців (клієнтів) наразі не передбачено, а проституйованих досі карають адміністративно. З 2017 року в Україні проходять акції та офіційні заходи за запровадження шведської моделі. Відповідно до порівняння наукових та законодавчих підходів України та Швеції, Україна вже сьогодні близька до шведської моделі.

### Повна декриміналізація
Декриміналізація ― це відсутність кримінальних покарань за проституцію для проституйованих або для всіх трьох сторін. За рядом тверджень, декриміналізація відрізняється від легалізації, проте деякі дослідження спростовують наявність суттєвої різниці на практиці.
- Декриміналізація повій. Люди, що займаються проституцією, отримують такий самий захист і визнання, як і працівники інших галузей.
- Повна декриміналізація (впроваджена в більшості випадків) не передбачає покарання жодної зі сторін і не обмежує, хто може легально брати участь у проституції, не скасовуючи правових санкцій щодо торгівлі людьми. Цей підхід підтримує секс-бізнес.

### Легалізація
Легалізація («регуляторна модель») ― проституція (повія), її покупка (клієнт) та залучення в неї (сутенер) законні, а відповідне законодавство контролює та регулює її. Обсяг та тип законодавства різняться залежно від країни і можуть регулюватися дозволами на роботу, ліцензуванням або зонами допуску. Проституція як секс-індустрія легалізована в 20 державах, з 2000-х  легалізація практикується в деяких державах Європи. Практикується в частинах Південної Америки, деяких територіях Австралії, частині окрузів штату Невада, в Німеччині (країна визнала неефективність легалізації і працює над переходом до нордичної моделі). Район червоних ліхтарів в Амстердамі є прикладом повної легалізації. Оскільки процес реєстрації часто є дорогим і трудомістким, вимагає законного проживання та може передбачати регулярні медичні огляди, найбільш маргіналізованим повіям доводиться залишатися незаконними, оскільки вони не можуть дотримуватись норм. Це найчастіше зустрічається серед меншин, іммігранток та бідних.